# Petra (musikgrupp)
Petra, amerikansk kristen rockgrupp. Bandet bildades 1972 av Bob Hartman. Under början/mitten av 1980-talet så hade de sina största framgångar. Bandet upplöstes 2005, men återförenades 2011 med originaluppsättningen av gruppen. 

## Bandmedlemmar

### Sångare
- Greg Hough (1972 – 1978)
- Bob Hartman (1972 – 1978)
- Greg X. Volz (1979 – 1986, 2010 – 2012)
- John Schlitt (1986 – 2010, 2013 – )

### Gitarrister
- Bob Hartman (1972 – 1994, 2003 – )
- Greg Hough (1972 – 1978)
- Rob Frazier (1979 – 1980)
- David J. Lichens (1994 – 1996)
- Pete Orta (1996 – 2001)
- Quinton Gibson (2001 – 2003)

### Basister
- John DeGroff (1972 – 1978)
- Mark Kelly (1981 – 1988, 2010 – 2012)
- Ronnie Cates (1988 – 1996)
- Lonnie Chapin (1996 – 2001)
- Mike Brandenstein (2001)
- Greg Bailey (2001 – 2010, 2013 – )

### Keyboardister
- Rob Frazier (1979 – 1980)
- John Slick (1981 – 1983)
- John Lawry (1984 – 1994, 2010 – 2012)
- Jim Cooper (1994 – 1996)
- Kevin Brandow (1996 – 1999)
- Trent Thomason (1999 – 2001)
- Bryce Bell (2001 – 2003)

### Trummisar
- Bill Glover (1972 – 1978)
- Louie Weaver (1981 – 2003, 2010 – 2012)
- Paul Simmons (2003 – 2006)
- Cristian Borneo (2013 – )

## Diskografi
Studioalbum
- 1974 – Petra
- 1977 – Come and Join Us
- 1979 – Washes Whiter Than
- 1981 – Never Say Die
- 1982 – More Power To Ya
- 1983 – Not of this World
- 1984 – Beat the System
- 1986 – Back to the Street
- 1987 – This Means War!
- 1988 – On Fire!
- 1989 – Petra Praise: The Rock Cries Out
- 1989 - Petra Means rock
- 1990 – Beyond Belief
- 1991 – Unseen Power
- 1992 – Petra En Alabanza
- 1993 – Wake-Up Call
- 1995 – No Doubt
- 1996 - The Early Years
- 1997 – Petra Praise 2: We Need Jesus
- 1998 – God Fixation
- 2000 – Double Take
- 2001 – Revival
- 2003 – Jekyll & Hyde
- 2004 – Jekyll & Hyde En Español
- 2011 – Back To The Rock

EP
- 1995 – No Doubt Special Sneak Preview
- 1999 – Double Take Rough Mixes

Singlar
- 1987 – "This Means War!" / "Don't Let Your Heart Be Hardened"

Livealbum
- 1986 – Captured in Time and Space
- 2005 – Farewell

Samlingsalbum (urval)
- 1989 – Petra Means Rock
- 1996 – The Early Years